# Rhigozum
Die Rhigozum sind eine Pflanzengattung, die zur Familie der Trompetenbaumgewächse (Bignoniaceae) gehört. Die sieben ihr zugehörigen Arten sind in Afrika, auf Madagaskar und im Jemen beheimatet.

## Beschreibung
Rhigozum-Arten sind Sträucher oder kleine Bäume, deren Stämme mit Stacheln besetzt und ansonsten unbehaart bis fein behaart sind. Die Laubblätter stehen gegenständig in einzelnen Paaren oder in Gruppen an kleinen Seitentrieben. Sie sind einfach oder aus einem Paar Teilblätter bestehend.
Die Blüten stehen einzeln in den Achseln oder in wenigblütigen thyrsenartigen Gruppen an kurzen Seitensprossen. Der Kelch ist glockenförmig und mit fünf Zähnen besetzt. Die Krone ist weiß, pink oder leuchtend gelb, glockenförmig und mit fünf abstehenden Kronlappen besetzt. Die fünf Staubblätter stehen etwas über die Krone hinaus. Die Staubbeutel sind unbehaart, ihre Theken stehen auseinander. Staminodien werden nicht gebildet. Der Fruchtknoten ist langgestreckt elliptisch, behaart und enthält eine Vielzahl an Samenanlagen, die zweireihig in den Fruchtknotenfächern stehen. Der Fruchtknoten steht auf einem untertassen-förmigen Blütenboden.
Die Früchte sind langgestreckte bis elliptische, abgeflachte Kapseln mit unbehaarten Klappen. Der Kelch ist an der Frucht nicht beständig. Die Samen sind geflügelt.

## Verbreitung
Fünf der sieben Rhigozum-Arten kommen im tropischen Südafrika vor, eine Art ist in Somalia, in Dschibuti und im Jemen beheimatet; eine weitere kommt ausschließlich auf Madagaskar vor.

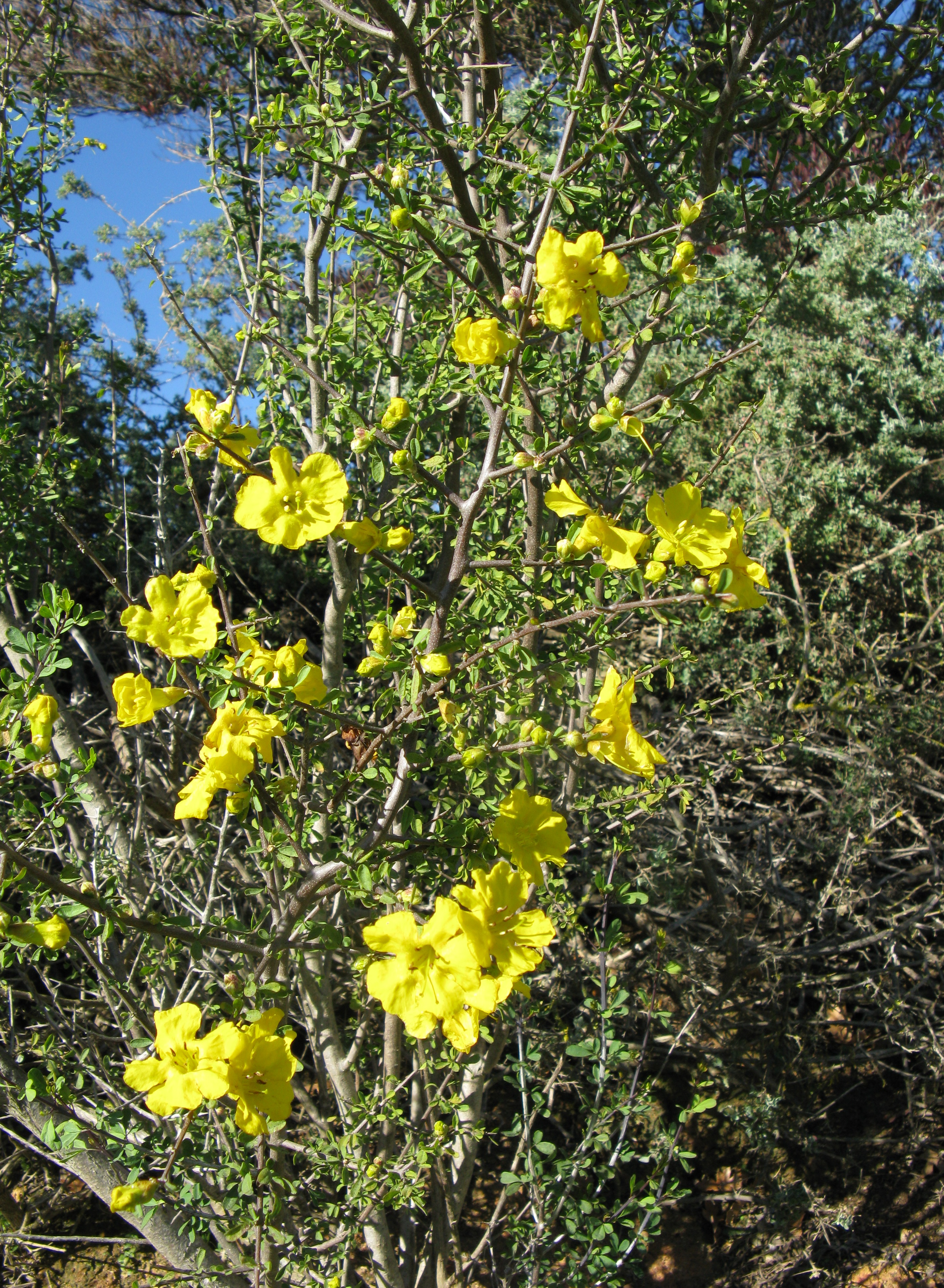
Rhigozum obovatum

## Systematik
Die Gattung Rhigozum wurde 1822 von William John Burchell in Travels in the interior of Southern Africa Band 1 Seite 299 aufgestellt.
Innerhalb der Gattung werden sieben Arten unterschieden:
- Rhigozum brevispinosum Kuntze: Die Heimat ist das tropische und das südliche Afrika.[2]
- Rhigozum madagascariense Drake: Die Heimat ist das südwestliche Madagaskar.[2]
- Rhigozum obovatum Burch.: Die Heimat ist Simbabwe bis zum südlichen Afrika.[2]
- Rhigozum somalense Hallier f.: Die Heimat ist Somalia, Dschibuti und der Jemen.[2]
- Rhigozum trichotomum Burch.: Die Heimat reicht von Angola bis weiter südlich.[2]
- Rhigozum virgatum Merxm. & A.Schreib.: Die Heimat ist das südwestliche Angola und das nordwestliche Namibia.[2]
- Rhigozum zambesiacum Baker: Die Heimat reicht von Mosambik bis zum südlichen Afrika.[2]

## Belege